# Hugo Villaverde
Hugo Eduardo Villaverde (Santa Fe, 27 januari 1954 – 17 november 2024) was een Argentijns voetballer.

## Spelerscarrière
Villaverde speelde bij CA Colón en werd in 1975 overgenomen door CA Independiente. Bij die club speelde de verdediger verdeeld gedurende vijftien seizoenen meer dan driehonderd wedstrijden, al wist hij nooit een doelpunt te maken. In deze periodes won hij met Independiente viermaal het landskampioenschap: in 1977, 1978, 1983 en 1989. Ook werd de Copa Libertadores gewonnen in 1984 en in datzelfde jaar tevens de Wereldbeker voor clubs. Tijdens het negentigjarige jubileum van de club werd Villaverde samen met Enzo Trossero verkozen tot beste centrale verdedigers in de clubgeschiedenis.
Villaverde overleed in november 2024 op 70-jarige leeftijd.